# Luftwaffendivisie Meindl
De Duitse Luftwaffendivisie Meindl (Duits: Luftwaffen-Division Meindl) was een Duitse infanteriedivisie tijdens de Tweede Wereldoorlog. De divisie werd gevormd omdat het Duitse Heer in de winter van 1941/42 zulke zware verliezen had geleden, dat deze niet meer goedgemaakt konden worden. Deze divisie was daarmee de eerste Luftwaffedivisie, die voor de grondoorlog gevormd was. Daarmee was de divisie ook de voorloper van de latere Luftwaffen-Felddivisies. De divisie bezat vijf regimenten, maar nauwelijks ondersteunende eenheden.

## Geschiedenis

### Oprichting en inzet in 1942

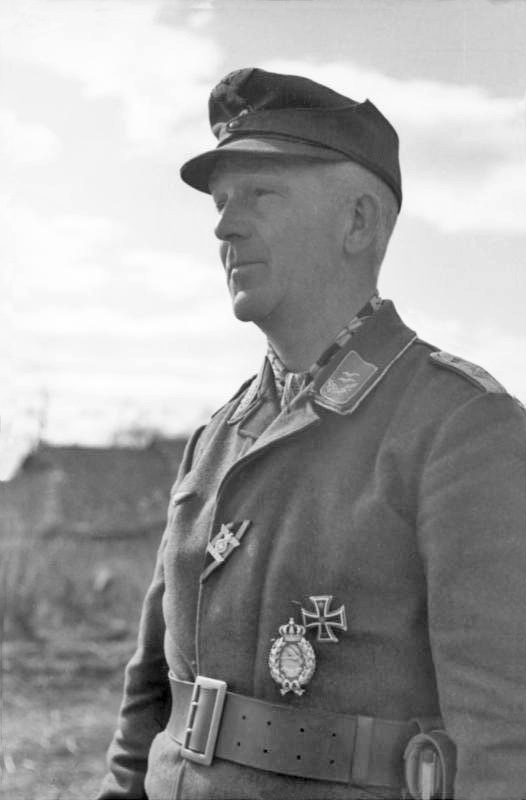
Een Oberleutnant van de divisie in maart 1942

De Luftwaffendivisie Meindl werd op 26 februari 1942 bij Heeresgruppe Nord gevormd uit overtollig Luftwaffe-personeel. De staf werd gevormd door de staf van Luftlande-Sturm-Regiment 1.
De divisie werd nooit als een geheel ingezet. De verschillende bataljons werden ingezet bij de beveiligingstroepen van de 2e en 10e Legerkorpsen en het 39e Gemotoriseerde Korps, allen onder het 16e Leger. Uitzondering was het I./Luftwaffen-Feld Regiment 4, dat onder het 18e Leger ingezet was.
De delen van de divisie die wel in de frontlinie ingezet werden langs de Redja rond Poddorie, stonden bekend als Gruppe General Meindl en later Gruppe General Odebrecht

### Einde
De Luftwaffendivisie Meindl werd in november 1942 opgeheven en gebruikt voor de oprichting van de 21e en 22e Luftwaffen-Felddivisies en tevens voor het Luftwaffen-Feld-Bataillon zbV 1, 2 en 3.

## Slagorde
- Luftwaffen-Feld-Regiment 1 (met vier bataljons)
- Luftwaffen-Feld-Regiment 2 (met vier bataljons)
- Luftwaffen-Feld-Regiment 3 (met vier bataljons)
- Luftwaffen-Feld-Regiment 4 (met vier bataljons)
- Luftwaffen-Feld-Regiment 5 (met vier bataljons)
- Luftwaffen-Feld-Regiment 14 (alleen staf gevormd)
- Luftnachrichten-Abteilung Meindl
- Ski-Bataillon Luftflotte 1 (niet organiek, toegevoegd)

## Commandanten
{{{annotations}}}
| Rang            | Naam          | Begin            | Eind              |
| --------------- | ------------- | ---------------- | ----------------- |
| Generalmajor    | Eugen Meindl  | 26 februari 1942 | 30 september 1942 |
| Generalleutnant | Job Odebrecht | 1 oktober 1942   | 16 november 1942  |

## Bovenliggende bevelslagen
| Legerkorps         | Leger     | Legergroep        | Plaats/regio  | Begin            | Eind          |
| ------------------ | --------- | ----------------- | ------------- | ---------------- | ------------- |
| direct onder bevel | 16. Armee | Heeresgruppe Nord | Noord-Rusland | 26 februari 1942 | november 1942 |